# Generation ’51
Als Generation ’51 (polnisch Pokolenie ’51) wird die polnische Komponistengarde um Aleksander Lasoń, Eugeniusz Knapik und Andrzej Krzanowski bezeichnet. Zusammen feierten sie ihr kompositorisches Debüt auf dem Musikfestival Młodzi Muzycy Młodemu Miastu in Stalowa Wola. 
Mit ihren Werken und in theoretischen Schriften wandten sie sich gegen die Avantgarde (in Polen dominierte damals der Sonorismus) und erlangten über ihre Landesgrenzen hinweg Ansehen. Krzanowski starb mit 39 Jahren; Lasoń und Knapik lehren heute beide in Katowice.